# V512 Возничего
V512 Возничего (лат. V512 Aurigae) — одиночная переменная звезда в созвездии Возничего на расстоянии (вычисленном из значения параллакса) приблизительно 14652 световых лет (около 4492 парсеков) от Солнца. Видимая звёздная величина звезды — от +18,8m до +15,9m.

## Характеристики
V512 Возничего — оранжевая углеродная пульсирующая переменная звезда, мирида (M:) спектрального класса C. Эффективная температура — около 3709 K.